# История Исламабада
История Исламабада (столицы Пакистана) сравнительно коротка, однако сам город расположен на землях с богатыми историческими традициями.

## История территории
На Потварском плато люди селились со времён каменного века. Этот регион находился под влиянием Индской цивилизации, здесь обитали арии, проходили с войсками Александр Македонский, Чингисхан, Тамерлан и Ахмад-шах Дуррани. Когда в 1849 году эти земли взяли под контроль британцы, то устроили здесь крупнейший военный лагерь в Южной Азии.

## Образование независимого Пакистана и решение о строительстве столицы
Когда в 1947 году был образован независимый Пакистан, то его первой столицей стал город Карачи. Однако расположение города на краю страны делало его уязвимым для нападения со стороны Аравийского моря, и поэтому президент Мухаммед Айюб Хан решил перенести столицу в центр страны. В 1958 году была образована специальная комиссия, которая, изучив климатические, транспортные, политические и военные факторы в 1959 году порекомендовала в качестве места для новой столицы территорию к северо-востоку от Равалпинди (штаб-квартиры пакистанской армии). В 1959 году в Равалпинди была временно перенесена столица Пакистана, а греческий архитектор Константинос Доксиадис в 1960 году разработал план будущей новой столицы, после чего началось строительство нового города, получившего название «Исламабад». К концу 1960-х в новую столицу перебрались все центральные органы власти.

## Современная история Исламабада
Высокий уровень рождаемости и как следствие прироста населения породил перед властями города ряд проблем. Чтобы их решить власти столицы на данном этапе безуспешно пытаются ограничить приток мигрантов.

### Проблема терроризма в Исламабаде
Нестабильность в южноазиатском регионе привела к тому, что Исламабад не раз становился объектом террористических атак.
- Штурм Красной Мечети (2007)
- Атака террористов на посольство Дании в Исламабаде (2008)